# Hal Corl
Hal Burt Corl (* 29. April 1893 in Salisbury, Rowan County; † Dezember 1963 in Manatee County, Florida) war ein US-amerikanischer Filmtechniker, der 1948 und 1956 mit einem Oscar für technische Verdienste und 1956 zusätzlich mit der Trophäe im Bereich Wissenschaft und Entwicklung ausgezeichnet wurde.

## Berufsleben
Hal Corl, ein langjähriger Mitarbeiter von Paramount Pictures war im Technikbereich des Studios beschäftigt, wo er mit Farciot Edouart, Charles R. Daily und H. G. Cartwright zusammenarbeitete. Die drei Männer wurden 1948 mit der Auszeichnung der Klasse III in Form eines Zertifikats für ihre überragende Arbeit, die sie für die Paramount Studios-Lichtbild- und Konstruktionsabteilung geleistet hatten, bedacht. Die Auszeichnung, den sogenannten „Technik-Oscar“ erhielten sie „für die erste Anwendung eines speziellen Anti-solarisierenden Glases bei hohem Tiefenhintergrund mittels eines Punktlichtbogen-Projektors“ („for the first application of a special anti-solarizing glass to high-intensity background and spot arc projectors“).
Auf der Oscarverleihung 1956 wurde Corl zusammen mit Farciot Edouart ein weiteres Mal mit einem Oscar für technische Verdienste ausgezeichnet. Die Männer erhielten diese Auszeichnung „für die Erprobung eines wählbaren Hintergrund-Diaprojektors“ („for the engineering and development of a double-frame, triple-head background projector“). Des Weiteren erhielten sie eine Auszeichnung im Bereich Wissenschaft und Entwicklung „für die Erfindung und Entwicklung eines doppelrahmigen, dreiköpfigen Hintergrundprojektors“ (for an improved dual stereopticon background projector).

## Auszeichnungen
- Oscarverleihung 1948: Oscar für technische Verdienste
gemeinsam mit Farciot Edouart, Charles R. Daily und H. G. Cartwright
- Oscarverleihung 1956: Oscar für technische Verdienste
gemeinsam mit Farciot Edouart
- Oscarverleihung 1956: Oscar für Wissenschaft und Entwicklung
gemeinsam mit Farciot Edouart